# Curatorium para la educación juvenil en Bohemia y Moravia
El Curatorium para la Educación Juvenil en Bohemia y Moravia (en checo: Kuratorium pro výchovu mládeže v Čechách a na Moravě) era una organización juvenil del Protectorado de Bohemia y Moravia que organizaba actividades deportivas y culturales para jóvenes de 10 a 18 años.
El Curatorium fue creado gracias al impulso de los funcionarios del gobierno del protectorado bohemio y moravo respaldado por la Alemania nacional-socialista. El Curatorium promovía un nacionalismo checo leal al Tercer Reich, que fue visto con preocupación por algunos sectores del Partido Nacional Socialista Obrero Alemán (NSDAP). Después de la Segunda Guerra Mundial, el Curatorium fue prohibido por ser una organización pro-fascista y sus principales líderes fueron juzgados.

## Historia

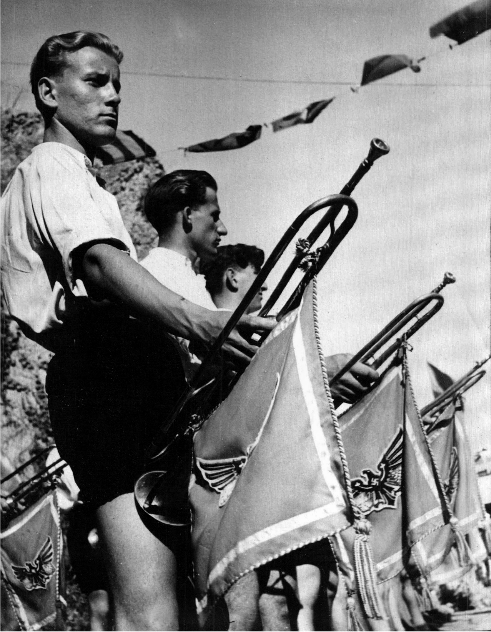
Miembros del Curatorium fotografiados durante la semana de la juventud checa, en 1944.

El Curatorium se creó en 1941, en parte por iniciativa del Coronel Emanuel Moravec, para ofrecer actividades deportivas y culturales a los jóvenes checos de entre diez y 18 años. 
Los líderes del Curatorium, eran funcionarios del protectorado bohemio y moravo, entre ellos había algunos partidarios del partido fascista Vlajka. Livia Rothkirchen ha caracterizado su ideología como un adoctrinamiento nacionalista.
Tara Zahra ha observado que en los viajes y campamentos del grupo, y otros retiros para niños y niñas checos, se hacía un especial hincapié en celebrar la cultura checa. Los informantes del Sicherheitsdienst (SD), informaron a las autoridades alemanas de que un nacionalismo checo leal al Reich era promovido por el Curatorium. El Coronel Moravec fue el presidente del Curatorium durante toda su existencia, mientras que la organización operativa era dirigida por el médico checo František Teuner.
Después de la Segunda Guerra Mundial, el gobierno de Beneš consideraba al Curatorium como una organización profascista. En 1947, los líderes del Curatorium fueron juzgados por su participación en la organización, lo que resultó en la condena de Teuner y otros exmiembros de la organización.

## Actividades
En 1944, el Curatorium organizaba representaciones teatrales cada semana. En la ciudad de Praga, sus conciertos, películas y exposiciones eran visitados cada día por 13.000 niños. El Curatorium organizaba encuentros deportivos en los que participaron 30.000 niños y niñas. El Curatorium enseñó a nadar a 80.000 niños. Miles de jóvenes bohemios y moravos participaron en concursos de arte y en campamentos de verano.
La ideología nacionalista del Curatorium alcanzó su cenit en el verano de 1944, cuando se celebró en Praga la semana de la juventud checa, actividades durante las cuales participaron miles de participantes del Curatorium, vestidos con el traje nacional checo y cantando canciones tradicionales checas. Los observadores de las Juventudes Hitlerianas, llegaron a la conclusión de que las actividades del Curatorium se habían convertido en una continuación del movimiento del Sokol, y estaban preocupados de que el nacionalismo checo leal al Reich, se transformase en una arma de doble filo. La existencia del Curatorium mostraba la supuesta tolerancia de la Alemania nacionalsocialista hacia las instituciones bohemias y moravas, y educaba a la juventud checa, promoviendo una visión anticomunista del Mundo. Asimismo, el Curatorium dificultaba los esfuerzos del Tercer Reich para germanizar a la población checa del protectorado.